# Bandera de la província d'Anvers
La bandera de la província d'Anvers està formada per 24 quadrats, disposats en 6 columnes per 4 files, en què els colors es distribueixen diagonalment, així començant pel quadrat inferior esquerra i cap al superior dret, els colors són blanc, blau, groc i vermell, a partir d'aquest es repeteix la sèrie fins a acabar amb l'últim quadrat en blanc. La ràtio és 2:3. El disseny fou adoptat pel consell provincial el 18 d'octubre de 1996 i aprovat pel govern flamenc el 7 de gener de 1997.
Els colors de la bandera es deriven dels colors de les ciutats d'Anvers (vermell i blanc), Mechelen (groc i vermell) i Turnhout (blanc i blau). Aquestes són les ciutats més importants i capitals dels tres districtes de la província.

Bandera d'Anvers
Bandera de Mechelen
Bandera de Turnhout

## Història

### Bandera de 1928
La província d'Anvers va adoptar l'octubre de 1928 pel Consell de noblesa (Raad van Adel) una bandera formada per tres franges verticals groga, vermella i blanca. Aquest disseny tingué dos inconvenients: no va ser reconegut institucionalment i no representava correctament a la ciutat de Turnhout. El gener de 1997 es va canviar, afegint-hi el color blau.

Bandera del període 1928-1977.